# Rueda
Rueda – gmina w Hiszpanii, w prowincji Valladolid, w Kastylii i León, o powierzchni 90,5 km². W 2011 roku gmina liczyła 1416 mieszkańców.